# Подмосковные вечера

На мемориальной табличке на стене дома № 15/25 в переулке Сивцев Вражек в Москве, где жил М. Л. Матусовский, утверждается, что песня «Подмосковные вечера» была написана в этом доме. В действительности она была создана на даче Соловьёва-Седого в посёлке Комарово (Ленинградской области)

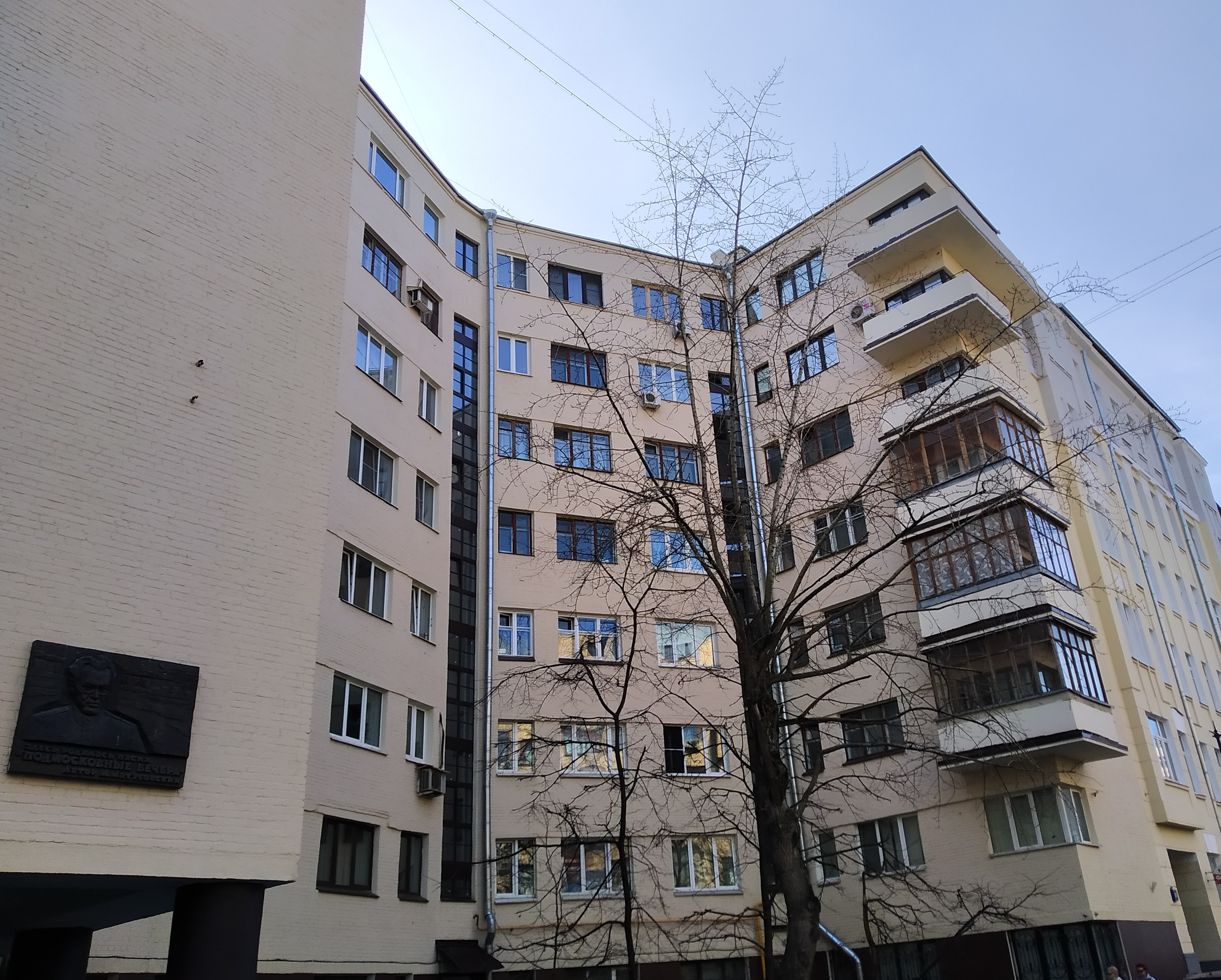
Сивцев Вражек, 15/25 с мемориальной доской

«Подмосковные вечера» — советская песня. Написана в 1956 году композитором Василием Соловьёвым-Седым на слова Михаила Матусовского. «Подмосковные вечера» — одна из самых популярных советских песен, её исполняли известные эстрадные и академические певцы, хоры и оркестры в СССР и за рубежом.

## История создания
В 1955 году на московской студии документальных фильмов начали монтировать картину «В дни спартакиады» — о Спартакиаде народов СССР. Дабы разнообразить фильм, было решено вставить в него лирическую песню.
Заказ дали композитору В. П. Соловьёву-Седому и поэту М. Л. Матусовскому «в начале дождливого лета» того же года. Звонок застал авторов на даче Соловьёва-Седого в Комарове. Соловьёв-Седой порылся в ящиках стола и извлёк лист с написанной двумя годами ранее мелодией, навеянной тихим летним ленинградским вечером, покоем, близостью любимого человека. Впрочем, композитор тогда счёл её неудачной, потому и отложил. Михаил Матусовский набросал слова. Так появилась песня «Ленинградские вечера». По мысли авторов фильма песня должна была прозвучать на фоне кадров Подмосковья, где спортсмены отдыхают на спортбазе, набираясь сил перед ответственными стартами, и Матусовский «ленинградские» вечера сделал «подмосковными». Мелодию тоже чуть изменили, после чего авторы отправились с песней в Москву.
Худсовет студии кинохроники счёл эту песню «вяловатой» и выразил сомнение в том, «стоит ли её вообще включать в фильм». Как вспоминает поэт, после разгромного обсуждения на худсовете Соловьёв-Седой сказал ему: «Ну что ж, бывают неудачи. Вы написали тёпленькие лирические стишки, а я к ним написал такую же музыку. Ничего не поделаешь». В автобиографии Соловьёв-Седой так описывал создание песни:

В 1956 году снимался документальный фильм «В дни спартакиады» <…> Мне поручили писать музыку к фильму, а текст песен (их было четыре) — Михаилу Матусовскому. Мы в меру сил старались справиться с поставленной задачей, но особого значения этим песням не придавали. Одна из них должна была быть мелодичной, лирической <…> Работа у нас шла легко и споро. Получив стихи, я тут же набросал мелодию «Подмосковных вечеров», которая после этого почти не изменилась.
— «Соловьев-Седой и его время», 2019, с. 169—170
Из этих высказываний следует, что сначала Матусовский написал стихи, а затем Соловьёв-Седой написал на них музыку (а вовсе не наоборот, как утверждают некоторые мемуаристы). Такой метод был вообще характерен для работы Матусовского, который признавался:

Я обычно наотрез отказываюсь писать стихи на готовую музыку, не признаю никаких «болванок» или «рыб» — так профессионально называют строгие ритмические сетки, предлагаемые композиторами, — и стесняюсь тех немногих песен, где в молодые годы проявил всё-таки слабость и согласился на стихотворную подтекстовку.
— Матусовский, 1987, с. 191
Исполнить «Подмосковные вечера» предлагали популярнейшему в то время певцу Марку Бернесу. Музыка ему показалась «ничего», а о словах он сказал так: «Ну, и что это за песня, которая слышится и не слышится? А что это за речка — то движется, то не движется?». А прочитав слова «что ж ты, милая, смотришь искоса, низко голову наклоня», расхохотался и сказал: «Ребята, я бы от такого взгляда девушки тоже онемел, как и ваш герой».
Нашли другого певца; его исполнение авторам не нравилось. В итоге песню исполнил актёр Московского художественного театра Владимир Трошин, предложивший Соловьёву-Седому собственное прочтение.

## Стилевые особенности
«Народный характер» поэзии придаёт стилизация в духе кольцовского пятисложника, а также особый приём построения поэтической фразы, который Матусовский впервые подметил у К. Д. Бальмонта, а позднее обнаружил во многих других стихах и песнях, особенно народных. Поэт описывает этот стилистический приём в «Подмосковных вечерах» так:

Почти вся она состоит из фраз, построенных в манере «и горит, и не горит», «он пьёт и не пьёт», «мил простился — не простился» <…> Когда я писал песню, я помнил ещё о волжских частушках, исполнявшихся Лидией Руслановой. Там тоже «лодка едет и не едет», «милый любит и не любит». Наверное, эти примеры можно было бы умножить.
— Матусовский М. Л. Семейный альбом. М., 1983. С. 378.
При распеве стиха Соловьёв-Седой использовал метр 2/4, вследствие чего некоторые акценты в оригинальном пятисложнике оказались подавлены музыкальными метрическими акцентами — «что ж ты, милая́», «низко голову́», «всё здесь замерло́» и др. Конфликт акцентов (стихотворного, с одной стороны, и музыкального, с другой), возможно, объясняется желанием композитора воспроизвести специфику русской народной песни, для многих жанров которой типична свободная (нестрогая) корреляция стихового и музыкального ударений.

## Рецепция в СССР и за рубежом
Фильм, где песня прозвучала лишь как фон, как и предполагалось, не имел никакой популярности, но фонограмму с песней однажды воспроизвели по радио. После этого почтальоны стали приносить в Радиокомитет тюки писем: пожалуйста, повторите снова песню о речке, которая движется и не движется, и вся из лунного серебра. Песню повторили. Количество тюков с письмами удвоилось, потом утроилось.
В 1957 году песня «Подмосковные вечера» в исполнении Владимира Трошина стала торжественной песней Московского фестиваля молодёжи и студентов. Полной неожиданностью для Соловьёва-Седого стало присуждение ему Первой премии и Большой Золотой медали фестиваля за «Подмосковные вечера».
В 1963 году в Москве проходил Всемирный конгресс женщин, к этому мероприятию были выпущены пластинки с записями песни на английском (Evenings In The Moscow Woodlands, английский текст: T. Botting) и французском (Soirees De Moscou, перевод М. Рыгалова) языках. Исполнил обе версии Георг Отс. (Пластинки также содержали франко- и англоязычные версии песни «Я люблю тебя, жизнь!» в исполнении И. Кобзона).
В 1964 году Анатолий Соловьяненко исполнил «Подмосковные вечера» (в переводе Le serate a Mosca) в итальянском песенном конкурсе «Napoli contro tutti».
В 1965 году по песне снят мультфильм «Песня летит по свету» (режиссёр Анатолий Каранович).
Также первые такты мелодии используются в качестве позывных Радио «Маяк» и внесены в Книгу рекордов Гиннесса как самые долгозвучащие позывные. Кроме того, до конца XX века мелодией заканчивался каждый час эфира радиостанции Голос России на английском языке.
Начало мелодии песни «Подмосковные вечера» звучит во время сцены погони стрельцов за Жоржем Милославским и И. В. Буншей (Фильм «Иван Васильевич меняет профессию»).
Было сделано множество аранжировок песни в различных жанрах. Одна из наиболее известных — джазовая версия Кенни Болла «Midnight in Moscow» (1961).
В 1997 году вышел Музыкальный фильм «10 песен о Москве», придуманный Леонидом Парфёновым и состоящий из десяти клипов, посвященный 850-летнему юбилею столицы, в котором состоялась премьера клипа Валерия Меладзе на песню «Подмосковные вечера».
В телепередаче 2000-х годов, посвящённой юбилею многолетнего главы советских композиторов Тихона Хренникова, последний сказал: «Он (Соловьёв-Седой) обогнал меня. Мы оба шли к этой мелодии, к этой песне, через полгода-год эту песню написал бы я». Как полагает культуролог С. Борисов, эта фраза свидетельствует о наличии в мелодии песни «Подмосковные вечера» не субъективно-личностных черт художественного мира Соловьёва-Седого, а некоего труднонаходимого звукосочетания, имеющего объективный общеевропейский музыкальный смысл и могущего в принципе быть вычисленным, выявленным (как философский камень) любым русским композитором.
В издании к 25-летнему юбилею альбома Fireball рок-группы Deep Purple звучит мелодия «Подмосковных вечеров» (авторы: Sedoi / V. P. Soloviev).
В альбоме немецкой группы U.D.O. Holy в песне «Shout it Out» в качестве соло звучит мелодия этой песни.
На станции Бологое объявление о поезде, который следует в направлении Москвы, начинается с пяти нот этой песни.
В компьютерной игре Metro 2033 на станциях, которые контролируют коммунисты, звучат мотивы этой мелодии в исполнении музыкального коллектива Anthesteria.
В альбоме «Оптимизм» 1985 года группы «Гражданская оборона», в песне «Кленовый лист» звучат соло мелодии из этой песни.

### Переводы на другие языки
Песня была перепета на многих языках — немецком («Wenn es Abend wird in der großen Stadt»), итальянском («Le serate a Mosca», «Mezzanotte a Mosca», «Tempo di mughetti»), французском («Les nuits de Moscou» и «Le temps du muguet»), английском («Midnight in Moscow» или «Moscow Nights»), испанском («Noches de Moscú»), шведском («En natt i Moskva»), венгерском («Moszkvai esték»), китайском (莫斯科郊外的晚上), японском (モスクワ郊外の夕べ), эстонском («Õhtud Moskva Lähistel» (панк-группа «Vennaskond»)) и финском (Juha Suominen «Moskovan illat»), иврите («לילות מוסקבה‎»), вьетнамском (Chiều Mátxcơva) и турецком («Mutlu Günler»).